# Gerhard Baudy
Gerhard J. Baudy (né à Deux-Ponts le 26 janvier 1950) est un historien et philologue classique allemand.

## Biographie
Gerard Baudy étudie à partir de 1969 l'hellenisme, le latisme, la germanistique et les sciences des religions aux universités de Sarrebruck et de Tübingen. Il a obtenu son doctorat en 1977 à Tübingen avec la thèse Exkommunikation und Reintegration: Zur Genese und Kulturfunktion frühgriechischer Einstellungen zum Tod promoviert. En 1986, son livre Adonisgärten. Studien zur antiken Samensymbolik (darin: Initiationsmotive in Platons Phaidros) est publié. Il a obtenu son habilitation à Kiel en 1989 avec le livre  Die Brände Roms. Ein apokalyptisches Motiv in der antiken Historiographie. En 1994, il a été nommé à la suite de Hans-Joachim Newiger  à la chaire de littérature grecque de l'université de Constance. Il a pris sa retraite à la fin du semestre d'hiver 2015-2016, mais continue à donner des conférences.

## Publications
- (de) Exkommunikation und Reintegration. Zur Genese und Kulturfunktion frühgriechischer Einstellungen zum Tod. Francfort-sur-le-Main / Berne / Cirencester 1980,  (ISBN 978-3-8204-6782-6) (zugleich Dissertation, Universität Tübingen).
- (de) Adonisgärten. Studien zur antiken Samensybolik. Francfort-sur-le-Main, 1986 (= Beiträge zur klassischen Philologie 176),  (ISBN 978-3-445-02493-0).
- (de) Die Brände Roms. Ein apokalyptisches Motiv in der antiken Historiographie. Hildesheim / Zurich / New York 1991 (= Spudasmata 50),  (ISBN 978-3-487-09480-9).

## Source de traduction
- (de) Cet article est partiellement ou en totalité issu de l’article de Wikipédia en allemand intitulé « Gerhard Baudy » (voir la liste des auteurs).